# ليونغ تشن نام
ليونغ تشن نام هو لاعب دارت صيني، ولد في 17 أغسطس 1984 في هونغ كونغ في الصين.

## وصلات خارجية
- ليونغ تشن نام على موقع DartsDatabase.co.uk (الإنجليزية)